# Lubuk Benteng (Tebo Ulu)
Lubuk Benteng is een bestuurslaag in het regentschap Tebo van de provincie Jambi, Indonesië. Lubuk Benteng telt 1538 inwoners (volkstelling 2010).